# Campionati del mondo di corsa in montagna 1998
I Campionati del mondo di corsa in montagna 1998 si sono disputati a Dimitilie La Réunion, in Francia, il 20 settembre 1998 sotto il nome di "World Trophy". Il titolo maschile è stato vinto da Jonathan Wyatt, quello femminile da Dita Hebelkova.

## Uomini Seniores
Individuale
| Pos.    | Atleta           | Nazione       | Tempo    |
| ------- | ---------------- | ------------- | -------- |
| Oro     | Jonathan Wyatt   | Nuova Zelanda | 1h25'19" |
| Argento | Antonio Molinari | Italia        | 1h26'47" |
| Bronzo  | Guido Dold       | Germania      | 1h28'26" |
| 4       | Robert Quinn     | Scozia        | 1h28'44" |
| 5       | Stephane Maheo   | Francia       | 1h28'48" |
| 6       | Helmut Schmuck   | Austria       | 1h28'58" |
| 7       | Davide Milesi    | Italia        | 1h29'16" |
| 8       | Richard Findlow  | Inghilterra   | 1h29'32" |
| 9       | Eckart Wagner    | Germania      | 1h29'43" |
| 10      | Iouri Oussatchev | Russia        | 1h30'07" |

Squadre
| Pos.    | Squadra | Punti |
| ------- | ------- | ----- |
| Oro     | Italia  | 41    |
| Argento | Francia | 63    |
| Bronzo  | Austria | 69    |

## Uomini Juniores
Individuale
| Pos.    | Atleta             | Nazione     | Tempo  |
| ------- | ------------------ | ----------- | ------ |
| Oro     | Raymond Fontaine   | Francia     | 42'00" |
| Argento | Adam Crossland     | Inghilterra | 42'25" |
| Bronzo  | Petr Losman        | Rep. Ceca   | 43'00" |
| 4       | Roberto Del Soglio | Italia      | 44'14" |
| 5       | Gabriele Abate     | Italia      | 44'53" |
| 6       | Matthew Collins    | Galles      | 45'11" |
| 7       | Matteo Bagiotti    | Italia      | 45'22" |
| 8       | Marcin Tarchala    | Polonia     | 45'30" |
| 9       | Tomasz Klisz       | Polonia     | 45'51" |
| 10      | Joze Mehle         | Slovenia    | 45'59" |

Squadre
| Pos.    | Squadra   | Punti |
| ------- | --------- | ----- |
| Oro     | Italia    | 16    |
| Argento | Francia   | 25    |
| Bronzo  | Rep. Ceca | 36    |

## Donne Seniores
Individuale
| Pos.    | Atleta               | Nazione       | Tempo  |
| ------- | -------------------- | ------------- | ------ |
| Oro     | Dita Hebelkova       | Rep. Ceca     | 46'00" |
| Argento | Matilde Ravizza      | Italia        | 46'59" |
| Bronzo  | Melissa Moon         | Nuova Zelanda | 47'43" |
| 4       | Maree Bunce          | Nuova Zelanda | 47'59" |
| 5       | Maria Grazia Roberti | Italia        | 48'12" |
| 6       | Izabela Zatorska     | Polonia       | 48'13" |
| 7       | Jaroslava Bukvajova  | Slovacchia    | 48'16" |
| 8       | Ludmila Melicherova  | Slovacchia    | 48'24" |
| 9       | Heater Heasman       | Inghilterra   | 48'32" |
| 10      | Carol Greenwood      | Inghilterra   | 48'52" |

Squadre
| Pos.    | Squadra       | Punti |
| ------- | ------------- | ----- |
| Oro     | Italia        | 18    |
| Argento | Nuova Zelanda | 25    |
| Bronzo  | Slovacchia    | 46    |

## Donne Juniores
Individuale
| Pos.    | Atleta              | Nazione     | Tempo  |
| ------- | ------------------- | ----------- | ------ |
| Oro     | Cornelia Heinzle    | Austria     | 26'21" |
| Argento | Ines Hizar          | Slovenia    | 27'05" |
| Bronzo  | Anna Pastrnakova    | Slovacchia  | 27'23" |
| 4       | Lucie Navratilova   | Rep. Ceca   | 27'44" |
| 5       | Charlotte Sandersen | Inghilterra | 27'53" |
| 6       | Tina Hizar          | Slovenia    | 28'07" |
| 7       | Laura Grossman      | Scozia      | 28'32" |
| 8       | Alexandra Bott      | Germania    | 28'49" |
| 9       | Asha Tonolini       | Italia      | 29'00" |
| 10      | Valentina Belotti   | Italia      | 29'01" |

Squadre
| Pos.    | Squadra     | Punti |
| ------- | ----------- | ----- |
| Oro     | Slovenia    | 8     |
| Argento | Austria     | 15    |
| Bronzo  | Inghilterra | 18    |

## Medagliere
| Posizione | Paese         | Oro | Argento | Bronzo | Totale |
| --------- | ------------- | --- | ------- | ------ | ------ |
| 1         | Italia        | 3   | 2       | 0      | 5      |
| 2         | Francia       | 1   | 2       | 0      | 3      |
| 3         | Austria       | 1   | 1       | 1      | 3      |
| 3         | Nuova Zelanda | 1   | 1       | 1      | 3      |
| 5         | Slovenia      | 1   | 1       | 0      | 2      |
| 6         | Rep. Ceca     | 1   | 0       | 2      | 3      |
| 7         | Inghilterra   | 0   | 1       | 1      | 2      |
| 8         | Slovacchia    | 0   | 0       | 2      | 2      |
| 9         | Germania      | 0   | 0       | 1      | 1      |